# 마르크 하위징아
마르크 하위징아(네덜란드어: Mark Huizinga, 1973년 9월 10일~)는 네덜란드의 유도 선수이다. 미들급에서 활동했으며, 올림픽에서 금메달 1개(2000), 동메달 2개(1996, 2004)를 획득했다. 또한 2005년 세계 선수권 대회에서 동메달을 획득했으며, 유럽 선수권 대회에서 5번 우승했다.

## 경력
자위트홀란트주 플라르딩언에서 태어난 하위징아는 4세 때 유도를 시작했고, 14세 때 검은 띠를 획득했다. 1991년에 청소년 국가대표로 발탁되어 5월에 산프루덴시오 청소년 국제 유도 대회에서 우승을 차지했다. 같은 해 9월에는 성인 국가대표가 되어 오스트리아 클라겐푸르트에서 열린 국제 유도 대회에 참가하여 3위에 올랐다. 이후에도 청소년 대표와 성인 대표를 번갈아가며 활동했고, 1992년 독일 주니어 오픈 우승, 1993년 부쿠레슈티 국제 대회 우승, 1994년 모스크바 국제 토너먼트 3위, 1994년 부다페스트 은행 국제 유도컵 3위를 하는 등 국제 대회에서 두각을 드러냈다.
1994년 5월 폴란드 그단스크에서 열린 1994년 유럽 선수권 대회에서 오스트리아의 파트리크 라이터와 함께 영국의 라이언 버치와 벨기에의 요한 라츠의 뒤를 이어 동메달을 획득했다. 같은 해 11월에는 일본 도쿄에서 열린 가노 지고로 컵에서 프랑스의 자멜 부라와 함께 3위에 올랐다. 1995년 2월에는 파리 투어에서 7위에 머물렀으나 3월에 열린 부다페스트 은행 국제 유도컵에서 일본의 나카시마 야스히로를 누르고 우승을 차지했다. 같은 해 5월에는 영국 버밍엄에서 열린 1995년 유럽 선수권 대회 동메달 결정전에서 튀르키예의 이라클리 우즈나제에게 패하면서 5위에 머물렀고 9월에 독일 뤼셀스하임에서 열린 독일 오픈에서는 동메달을 획득했다.
1996년 2월 독일 뮌헨에서 열린 월드 마스터스 대회에서 러시아의 세르게이 이그나티예프와 함께 동메달을 획득했으며, 3월에 열린 부다페스트 은행 유도컵에서도 오스트리아의 세르게이 클리신과 함께 동메달을 획득했다. 같은 달에 열린 로마 그랑프리 대회에서는 독일의 마르코 슈피트카를 꺾고 우승을 차지했으며, 같은 해 5월에 네덜란드 헤이그에서 열린 1996년 유럽 선수권 대회에서 스페인의 레온 비야르, 핀란드의 마르코 한패, 독일의 스벤 헬빙, 우크라이나의 루슬란 마슈렌코, 러시아의 올레크 말체프를 꺾으며 첫 유럽 선수권 대회 금메달을 획득하였다. 6월에는 올림픽을 앞두고 뤼셀스하임 독일 오픈에서 대표팀 동료인 파트릭 클라스를 누르고 우승을 차지하였다. 같은 해 7월 미국 애틀랜타에서 열린 1996년 하계 올림픽에서 3위에 오르며 자신의 첫 올림픽 메달이자 동메달을 획득했다. 그는 첫 경기에서 대회 우승자가 되는 대한민국의 전기영에게 패하여 패자부활전 경기를 하게 되었고, 카메룬의 세르주 비월레 아볼로, 쿠바의 요스바니 데스파이그네, 캐나다의 니컬러스 길을 차례로 꺾으며 동메달 결정전에 진출했다. 이후 동메달 결정전에서 루마니아의 아드리안 크로이토루를 누르며 독일의 슈피트카와 함께 동메달을 획득하였다.
1997년 3월 로마 그랑프리에서 대한민국의 장성호를 누르고 우승을 차지했으며, 5월 벨기에 오스텐더에서 열린 1997년 유럽 선수권 대회에서 키프로스의 흐리스토둘로스 제니우스, 리투아니아의 알기만타스 메르케비추스, 벨기에의 단 더 코만, 오스트리아의 클리신을 차례로 꺾으며 금메달을 획득했다. 이후 9월에 본에서 열린 독일 오픈에서 프랑스의 뱅상조 카라베타를 누르고 우승했고, 10월에 로마에서 열린 유럽 팀 선수권 대회에서도 우승을 차지했다. 11월에는 크로아티아 두브로브니크에서 열린 세계 군인 선수권 대회에서 독일의 우베 프렌츠를 꺾고 금메달을 획득했다. 이듬해인 1998년 3월에는 바르샤바에서 열린 폴란드 오픈에서 리투아니아의 메르케비추스와 함께 동메달을 획득했고, 로마 그랑프리에서 이탈리아의 데스파이네를 꺾고 우승을 차지했다. 같은 해 5월에는 스페인 오비에도에서 열린 1998년 유럽 선수권 대회에서 폴란드의 프셰미스와프 마티야셰크, 프랑스의 카라베타, 러시아의 드미트리 모로조프, 독일의 슈피트카를 꺾으며 유럽 선수권 3회 연속 우승을 달성했다. 이후 8월에는 러시아 상트페테르부르크에서 열린 세계 군인 선수권 대회에서 러시아의 알렉세이 미할료프를 꺾고 우승했으며, 10월에 오스트리아 필라흐에서 열린 유럽 팀 선수권 대회에서 금메달을 획득했다. 이후 1999년 1월 가노 지고로 컵에 참가하여 일본의 나카무라 요시오를 누르고 우승했으며, 2월에 열린 뮌헨 마스터스 대회에서도 러시아의 미할료프를 꺾고 우승을 차지했다. 같은 해 5월에는 슬로바키아 브라티슬라바에서 열린 1999년 유럽 선수권 대회에 참가했으며, 아제르바이잔의 래술 샐리모프와 함께 벨기에의 더 코만과 리투아니아의 메르케비추스의 뒤를 이어 동메달을 획득했다. 그 해 8월에는 크로아티아의 자그레브에서 열린 1999년 세계 군인 체육 대회에 참가하여 오스트리아의 로만 야호다를 꺾으며 금메달을 획득했다. 같은 해 9월에는 본에서 열린 독일 오픈에서 슈피트카의 뒤를 이어 준우승을 차지했고, 튀르키예의 이스탄불에서 열린 유럽 팀 선수권 대회에서는 3위에 올랐다.
2000년 9월 오스트레일리아 시드니에서 열린 2000년 하계 올림픽에 참가하여 미들급 결승전에서 브라질의 카를루스 오노라투를 한판승으로 꺾고 금메달을 획득하였다. 이 금메달은 네덜란드의 올림픽 역사상 4번째 유도 금메달이다. 
2005년 이집트 카이로에서 열린 2005년 세계 선수권 대회에서 동메달을 획득하며 첫 세계 선수권 대회 메달을 획득했다.
2008년 하계 올림픽 이후 은퇴하였다.